# Stiftung Knochenmark- & Stammzellspende Deutschland
Stiftung Knochenmark- & Stammzellspende Deutschland ist ein deutscher Verbund von Stammzellspenderdateien. Aktuell hat sie 24 Mitglieddateien, welche die Hälfte der registrierten Stammzellspender repräsentieren. Sie agiert als Lobbyverband gegenüber Politik, Krankenkassen und Öffentlichkeit. Sitz der Verwaltung ist in Birkenfeld in Rheinland-Pfalz und Sitz der Stiftung ist München. Die DKMS als größte Datenbank in Deutschland ist nicht Mitglied.

## Geschichte
Die Gründung erfolgte 1999 als Netzwerk kooperierender Knochenmarkspendedateien.

## Mitglieder
- Datei für die freiwillige Knochenmark-u. Blutstammzellspende, Universitätsklinikum Halle (Saale), Halle (Saale)
- Deutsche Stammzellspenderdatei Rhein-Neckar, Mannheim
- Freiburger Stammzelldatei, Universitätsklinikum Freiburg, Freiburg im Breisgau
- Deutsche Stammzellspenderdatei (DSD) gGmbH, Dessau-Roßlau
- Deutsche Stammzellspenderdatei Süd, Ulm
- Deutsche Stammzellspenderdatei Ost, Cottbus und Dresden
- Deutsche Stiftung gegen Leukämie, Potsdam
- DRK-Blutspendedienst Mecklenburg-Vorpommern gemeinnützige GmbH, Rostock
- Hamburger Stammzellspender-Datei, Universitätsklinikum Hamburg-Eppendorf, Hamburg
- Institut für Transfusionsmedizin Suhl gGmbH, Suhl
- KMSG Knochenmark- und Stammzellspenderdatei Göttingen, Göttingen
- Knochenmark- und Stammzellspendedatei des UKSH, Kiel
- Knochenmark- und Stammzellspenderdatei am Zentrum für Transfusionsmedizin und Hämotherapie am UKGM, Gießen
- Knochenmarkspenderdatei des Universitätsklinikums Magdeburg, Magdeburg
- Knochenmarkspenderdatei Münster, Münster
- Knochenmarkspenderzentrale Düsseldorf, Universitätsklinikum Düsseldorf, Düsseldorf
- Stammzellspenderdatei, Transfusionsmedizin, Uniklinik Köln, Köln
- Stammzellspenderdatei Leipzig, Universitätsklinikum Leipzig AöR
- Stefan-Morsch-Stiftung, Birkenfeld
- Stiftung Aktion Knochenmarkspende Bayern, Gauting
- Universitätsklinikum Würzburg, Würzburg
- Verein für Knochenmark- und Stammzellspenden e.V., Dresden
- Westdeutsche Spender Zentrale, Ratingen